# سانتزنو
سانتزنو (به ایتالیایی: Sanzeno) یک کومونه در ایتالیا است که در ترنتینو واقع شده‌است. سانتزنو ۸٫۰ کیلومتر مربع مساحت و ۹۴۸ نفر جمعیت دارد و ۶۴۱ متر بالاتر از سطح دریا واقع شده‌است.